# Маккаммон, Роберт
Роберт Рик Маккаммон (англ. Robert Rick McCammon, род. 17 июля 1952, Бирмингем, Алабама, США) — американский писатель в жанре ужасов, детективной и исторической прозы.

## Биография
Когда Маккамон был ребенком, его родители развелись. После этого он рос и воспитывался в семье бабушки и дедушки. В 1974 году окончил Университет Алабамы, по специальности журналистика. В 1981 женился на Салли Сандерс, с которой был продолжительно знаком. В 1993 у пары родилась дочь Скай, которая также пробует себя на литературном поприще.

Из интервью российскому журналу Darker:
— Что повлияло на вас при выборе жанра: личный опыт, читательские предпочтения, черты характера, удача в издательской судьбе ваших произведений определенной направленности?
Читательские предпочтения, общие интересы… Уже ребенком я обожал книги, которые принято называть «фантастикой» (или «научной фантастикой»). Мои первые рассказы создавались в том же русле.
— Вы упомянули «новый хоррор» (cutting-edge horror). Не могли бы вы рассказать об этом поподробнее?
— Этот термин я слышал на многих хоррор-конвентах и от некоторых жанровых писателей. Для меня это хоррор, в котором очень, очень много крови и насилия — что само по себе не так плохо, поймите меня правильно, — но персонажи при этом тоже не особенно интересны или привлекательны. «Новому хоррору», по крайней мере на мой взгляд, недоставало человечности. Еще этим термином обозначали группу писателей, которые в чьем-то представлении были лучше всех других. Соответственно, если вы не входили в эту группу и не писали «новый хоррор», писатель из вас был так себе.
— Как вы относитесь к тому, что вас постоянно сравнивают со Стивеном Кингом?
— Что ж, мы оба лишь те, кто мы есть. Вне сомнения, пример Кинга повлиял на мой выбор, когда я решал, становиться ли профессиональным писателем. Он настоящий Мастер.
— Тематически ваши произведения и работы Кинга иногда пересекаются. Так было с «Песнью Свон» и «Противостоянием», «Они жаждут» и «Салимовым уделом» («Жребием»), «Жизнью мальчишки» и «Оно». Что это — узость жанра или схожие интересы, близость взглядов двух авторов?

— Мне нравится мысль, что некоторые идеи словно витают в неком «эфире», из которого их могут выловить разные люди, не то чтобы кто-то один. Кроме того, наверняка мы с Кингом — поскольку мы почти ровесники и интересы у нас очевидно схожи — читали в детстве комиксы, смотрели одни и те же телепередачи и фильмы, читали одни и те же книги и т.д. Кинг разбирается в фильмах ужасов киностудии «Хаммер», и я тоже; он, как и я, читал журнал «Знаменитые монстры Фильмландии». Он знает Лона Чейни, Питера Кашинга… в общем, вы меня поняли.

#### Романы
1. Ваал / Baal (1978)
2. Грех бессмертия / Bethany’s Sin (1980)
3. Корабль ночи / The Night Boat (1980)
4. Они жаждут / Вампиры Лос-Анджелеса / They Thirst (1981)
5. Неисповедимый путь / Mystery Walk (1983)
6. Участь Ашеров / Usher’s Passing (1984)
7. Песня Сван / Swan Song (1987)
8. Кусака / Stinger (1988)
9. Час волка / The Wolf Hour (1989)
10. Моё! / Mine (1990)
11. Жизнь мальчишки (Книга 1. Тёмная бездна; Книга 2. Люди и призраки) / Boy’s Life (1991)
12. На пути к югу / Gone South (1992)
13. Пятёрка / The Five (2011)
14. The Hunter from the Woods (2011)
15. I Travel by Night (2013)
16. The Border (2013)
17. Слышащий / The Listener (2018)

#### Цикл «Мэтью Корбетт» / «Matthew Corbett»
1. Голос ночной птицы / Speaks the Nightbird (2002)
2. Королева Бедлама / The Queen of Bedlam (2007)
3. Мистер Слотер[2] / Mr. Slaughter (2010)
4. Всадник авангарда / The Providence Rider (2012)
5. Река духов / The River of Souls (2014)
6. Свобода Маски / Freedom of the Mask (2016)
7. Кардинал Блэк / Cardinal Black (2019)
8. Король теней / The King of Shadows (2022)
9. Семь оттенков зла / Seven Shades of Evil (2023)
10. Левиафан / Leviathan[3] (2024)

#### Рассказы
1. Грим / Makeup (1981)
2. Ночные пластуны / Nightcrawlers (1984)
3. I Scream Man! (1985)
4. Красный дом / The Red House (1985)
5. Он постучится в вашу дверь / He’ll Come Knocking on Your Door (1986)
6. Осиное лето / Yellowjacket Summer (1986)
7. A Life in the Day of (1987)
8. Best Friends (1987)
9. Город гибели / Doom City (1987)
10. Lights Out (1987)
11. The Deep End (1987)
12. Клетка желторотика / Yellachile’s Cage (1987)
13. Ночь призывает зелёного сокола / Night Calls the Green Falcon (1988)
14. Stinger (1988)
15. Черные ботинки / Black Boots (1989)
16. Синий мир / Blue World (1989)
17. Чико / Chico (1989)
18. Eat Me (1989)
19. Haunted World (1989)
20. Lizardman (1989)
21. Булавка / Pin (1989)
22. Что-то происходит / Something Passed By (1989)
23. Штучка / The Thang (1989)
24. Beauty (1990)
25. On a Beautiful Summer’s Day, He Was (1990)
26. The Judge (1991)
27. The Miracle Mile (1991)

#### Участие в межавторских проектах
1. Greystone Bay: The First Chronicles of Greystone Bay (редактор-составитель: Чарльз Грант) (1985)
2. Красный дом / The Red House (1985)
3. Greystone Bay 2: Doom City (редактор-составитель: Чарльз Грант) (1987)
4. Город гибели / Doom City (1987)
5. Greystone Bay 3: The SeaHarp Hotel (редактор-составитель: Чарльз Грант) (1990)
6. Beauty (1990)

#### Повести
1. Ночные пластуны / Nightcrawlers (1984)
2. Красный дом / The Red House (1985)
3. Best Friends (1987)
4. Ночь призывает зелёного сокола / Night Calls the Green Falcon [= Ночь зовет Зелёного Сокола] (1988)
5. Синий мир / Blue World (1989)
6. Haunted World (1989)
7. The Miracle Mile (1991)

#### Статьи
1. Introduction to «The Quiet Girl» (1990)

#### Сборники
1. Синий мир / Blue World (1989)

#### Прочие произведения
1. Innocence and Terror — The Heart of Horror (1987)
2. Robert McCammon Tells How He Wrote «Baal» (1988)
3. Robert McCammon Tells How He Wrote «Bethany’s Sin» (1988)
4. Robert McCammon Tells How He Wrote «The Night Boat» (1988)
5. Robert McCammon Tells How He Wrote «They Thirst» (1988)
6. The State of Where (1991)

## Премии и награды
- 1988 Премия Брэма Стокера за роман «Песня Сван» (англ. Swan Song) (1987)
- 1988 Премия Брэма Стокера за рассказ «The Deep End» (1987)
- 1990 Премия Брэма Стокера за рассказ «Съешь меня» (1989)
- 1991 Премия Брэма Стокера за роман «Моё!» (англ. Mine) (1990)
- 1992 Всемирная премия фэнтези за роман «Жизнь мальчишки» (англ. Boy's Life) (1991)
- 1992 Премия Брэма Стокера за роман «Жизнь мальчишки» (1991)
- 2008 World Horror Convention Grand Master Award